# Liechtenstein na Letnich Igrzyskach Olimpijskich 2004
Liechtenstein na Letnich Igrzyskach Olimpijskich 2004 reprezentował 1 zawodnik, mężczyzna.

## Skład kadry

### Strzelectwo

#### Mężczyźni
- Oliver Geissmann - strzelanie do ruchomej tarczy 10 m (22. miejsce)